# A7 (Letland)
De A7 is een hoofdweg in Letland die Riga verbindt met Gailīši aan de Litouwse grens. In Litouwen sluit de weg aan op de A10 naar Vilnius. De weg is een onderdeel van de E67 tussen Tallinn en Praag en de Via Baltica tussen Tallinn en Warschau.  
De A7 begint in Riga en loopt via Ķekava, Iecava en Bauska naar de Litouwse grens. De A7 is 85,6 kilometer lang.

## Geschiedenis
In de tijd van de Sovjet-Unie was de A7 onderdeel van de Russische M12. Na de val van de Sovjet-Unie in 1991 en de daaropvolgende onafhankelijkheid van Letland werden de hoofdwegen omgenummerd om een logische nationale nummering te krijgen. De M12 kreeg het nummer A7.
A1 · A2 · A3 · A4 · A5 · A6 · A7 · A8 · A9 · A10 · A11 · A12 · A13 · A14 · A15